# نبرد زونچیو
نبرد دریایی زونچیو (به ترکی استانبولی: Sapienza Deniz Muharebesi) که با نام‌های نبرد ساپنزا و جنگ اول لپانتو نیز شناخته می‌شود، جنگی بود که در چهار روز ۱۲، ۲۰، ۲۲ و ۲۵ اوت ۱۴۹۹ بین امپراتوری عثمانی و جمهوری ونیز رخ داد. این نبرد بخشی از جنگ‌های عثمانی و ونیز (۱۴۹۹ تا ۱۵۰۳) می‌باشد. در این نبرد برای اولین بار در تاریخ از کشتی‌های مجهز به توپ استفاده شد.